# Буровац
Буровац је насеље у Србији у општини Петровац на Млави у Браничевском округу. Према попису из 2022. године било је 644 становника.
Разбијеног типа са наглашеним језгром села, звездастог облика. Надморска висина села је 196 m. Источно од села протиче Ђуриначки поток, који се улива у речицу Бусур. Површина атара износи 1569 ha. По предању назив Буровац води порекло из времена настанка села када се земљиште које је угрожавало насеље обурвавало. Обједиуњује 3 „мале": Горњу, Доњу и Радујевску. Помиње се 1820. када броји 37 кућа. Трагови старих насеља откривени су на локалитетима Селиште и Бубан, на којима су пронађени археолошки предмети из античког и средњовековног периода. Становништво је српско, досељено је из Војводине, Ресаве, Бугарске, околине Параћина, Црне реке и Тимочке крајине. Водом се снабдева из копаних бунара. Представља гравитационо средиште за два насеља, Табановац и Бусур.
Овде се налази Камени мост на Буровачкој реци. Црква је подигнута 1937, средствима самих сељака.

## Демографија
У насељу Буровац живи 670 пунолетних становника, а просечна старост становништва износи 43,5 година (42,3 код мушкараца и 44,7 код жена). У насељу има 226 домаћинстава, а просечан број чланова по домаћинству је 3,76.
Ово насеље је великим делом насељено Србима (према попису из 2002. године).
|  |

| Демографија | Демографија | Демографија |
| Година      | Становника  | Становника  |
| ----------- | ----------- | ----------- |
| 1948.       | 1.357       |             |
| 1953.       | 1.377       |             |
| 1961.       | 1.393       |             |
| 1971.       | 1.346       |             |
| 1981.       | 1.301       |             |
| 1991.       | 1.235       | 980         |
| 2002.       | 849         | 1.148       |
| 2011.       | 731         |             |

| Етнички састав према попису из 2002.‍ | Етнички састав према попису из 2002.‍ | Етнички састав према попису из 2002.‍ | Етнички састав према попису из 2002.‍ | Етнички састав према попису из 2002.‍ |
| ------------------------------------ | ------------------------------------ | ------------------------------------ | ------------------------------------ | ------------------------------------ |
|                                      |                                      |                                      |                                      |                                      |
| Срби                                 | Срби                                 |                                      | 839                                  | 98,82%                               |
| Југословени                          | Југословени                          |                                      | 5                                    | 0,58%                                |
| Румуни                               | Румуни                               |                                      | 4                                    | 0,47%                                |
| Муслимани                            | Муслимани                            |                                      | 1                                    | 0,11%                                |
| непознато                            | непознато                            |                                      | 0                                    | 0,0%                                 |

| Година пописа     | 1948. | 1953. | 1961. | 1971. | 1981. | 1991. | 2002. |
| ----------------- | ----- | ----- | ----- | ----- | ----- | ----- | ----- |
| Број домаћинстава | 264   | 263   | 284   | 282   | 265   | 250   | 226   |

| Број чланова      | 1  | 2  | 3  | 4  | 5  | 6  | 7  | 8 | 9 | 10 и више | Просек |
| ----------------- | -- | -- | -- | -- | -- | -- | -- | - | - | --------- | ------ |
| Број домаћинстава | 34 | 42 | 29 | 33 | 37 | 34 | 14 | 2 | 1 | 0         | 3,76   |

| Пол    | Укупно | Неожењен/Неудата | Ожењен/Удата | Удовац/Удовица | Разведен/Разведена | Непознато |
| ------ | ------ | ---------------- | ------------ | -------------- | ------------------ | --------- |
| Мушки  | 345    | 69               | 237          | 31             | 8                  | 0         |
| Женски | 357    | 41               | 235          | 68             | 13                 | 0         |
| УКУПНО | 702    | 110              | 472          | 99             | 21                 | 0         |

| Пол    | Укупно                    | Пољопривреда, лов и шумарство | Рибарство                            | Вађење руде и камена | Прерађивачка индустрија       |
| ------ | ------------------------- | ----------------------------- | ------------------------------------ | -------------------- | ----------------------------- |
| Мушки  | 203                       | 174                           | 0                                    | 0                    | 3                             |
| Женски | 98                        | 87                            | 0                                    | 0                    | 0                             |
| УКУПНО | 301                       | 261                           | 0                                    | 0                    | 3                             |
| Пол    | Производња и снабдевање   | Грађевинарство                | Трговина                             | Хотели и ресторани   | Саобраћај, складиштење и везе |
| Мушки  | 1                         | 1                             | 8                                    | 2                    | 1                             |
| Женски | 0                         | 0                             | 2                                    | 0                    | 1                             |
| УКУПНО | 1                         | 1                             | 10                                   | 2                    | 2                             |
| Пол    | Финансијско посредовање   | Некретнине                    | Државна управа и одбрана             | Образовање           | Здравствени и социјални рад   |
| Мушки  | 0                         | 1                             | 4                                    | 0                    | 2                             |
| Женски | 0                         | 0                             | 1                                    | 3                    | 2                             |
| УКУПНО | 0                         | 1                             | 5                                    | 3                    | 4                             |
| Пол    | Остале услужне активности | Приватна домаћинства          | Екстериторијалне организације и тела | Непознато            | Непознато                     |
| Мушки  | 2                         | 0                             | 0                                    | 4                    | 4                             |
| Женски | 1                         | 0                             | 0                                    | 1                    | 1                             |
| УКУПНО | 3                         | 0                             | 0                                    | 5                    | 5                             |